# Los Reyes Acozac
Los Reyes Acozac es una localidad mexicana, es uno de los 12 pueblos que integran el municipio de Tecámac, en la región norte del estado de México, se encuentra rodeado dentro del territorio del Pueblo de San Lucas Xolóx. Pertenece al distrito judicial de Ecatepec y está ubicado a la altura del km 44 de la carretera México-Pachuca, a un km escaso de la carretera mencionada, al poniente. 
Se sitúa a una altitud de 2250 m s. n. m.. Según el II Conteo de Población y Vivienda, efectuado por el Instituto Nacional de Estadística y Geografía (INEGI) en 2005, Los Reyes Acozac tenía una población de 20.478 habitantes, de los cuales, 9.983 eran hombres y 10.495 eran mujeres.
Acozac, tiene su origen en el vocablo Náhuatl <<Acozaque>>. La traducción de esta palabra es "agua amarilla". El pueblo recibe este nombre debido a que se encontraba situado a orillas del lago de Texcoco, siendo el Tepetate uno de los componentes más abundantes del suelo de la zona, y que al mezclarse con el agua del lago, le daba un tono amarillento.

## Tradiciones
En las fiestas religiosas es tradición la participación de los santiagueros que es una representación popular de las batallas entre moros y cristianos, acompañados de una banda musical. Se presentan en el atrio; de la Iglesia Católica y fuera de ella ya que en la actualidad existen 6 organizaciones de santiagueros. El 25 de diciembre del año 1992 se realizó por primera vez la procesión con las imágenes y retablos de los Santos Reyes a la comunidad vecina de San Lucas Xolox, para celebrar la festividad de este último pueblo, regresando las imágenes en compañía de la imagen del Niño Dios el día 5 de enero, esta actividad anuncia el inicio de las fiestas mayores de ambos poblados, es muy colorida, quienes participan son predominantemente vecinos de ambas localidades acompañados de las danzas tradicionales, bandas de música y fuegos pirotécnicos, tradición que continúa vigente. 
Cada año, en el domingo de Resurrección se lleva a cabo la Feria del Cocol, en donde la mayoría de los comerciantes establecidos se suben a las azoteas de sus negocios y avientan cocoles al pueblo, también muchos otros optan por entregárselos a sus clientes cuando van a comprar a sus comercios. También en esa feria se lleva a cabo la tradicional quema de los Judas, que son como piñatas grandes de personas llenas de cohetes y que las hacen estallar, generalmente cada judas lleva el nombre de alguna personalidad del pueblo. También existe el palo encebado en donde varios grupos de personas participan para llevarse los regalos que donan los comerciantes que se colocan en la parte superior del mismo 

### Religiosas
6 de enero - Fiesta patronal Los Santos Reyes (Todo el pueblo).
Semana Santa - Feria del Cocol (Todo el Pueblo).
3 de mayo - Santa Cruz (Barrio el Calvario).
8 de septiembre - Natalicio de la virgen María (Todo el pueblo).
11 de noviembre - San Martín Caballero (Barrio de la Palma).
12 de diciembre - Virgen de Guadalupe (Barrio de Guadalupe).
En la tradicional fiesta del día de los Santos Reyes, que se celebra el 6 de enero (de ahí que la parroquia lleve el mismo nombre), se acostumbran los fuegos artificiales, siendo el principal atractivo, los castillos y los toros, juegos pirotécnicos que consisten en que un hombre se coloque una estructura de alambre y papel maché en forma de toro, y corra por el centro de la plaza, persiguiendo a los asistentes a la celebración.

### La Feria del Cocol
La tradición inicia en los años 60´s, en la estación del tren de Los Reyes Acozac organizada por el Señor Don Pedro Galindo, Don Leopoldo Márquez y Don José, comerciantes de la zona. En aquel entonces se realizaba el día sábado de gloria; se empezaba con la quema de los judas, los cuales tenían amarrados los cocoles (en forma de carrilera) y al quemarse los judas los cocoles volaban por el aire y así la gente los agarraba. Además, también se colocaba el famoso palo encebado y el barril encebado. La tradición de este día era mojarse, y el agua era abastecida por el pozo de la estación. 
En el año 1978 esta tradición se cambió a la plaza principal y de día, siendo en domingo de Pascua, esto se llevó a cabo con el apoyo de las autoridades del pueblo y los comerciantes del centro. 
Actualmente la tradición ha cambiado un poco que consiste en colocar al interior de una bolsa uno a varios cocoles (y en que algunas veces también contienen escrito en papel algunos premios que son de acuerdo a los productos que vende el comerciante), y estos son aventados desde las azoteas de sus locales. El número de comerciantes que participan es lo que lo ha hecho más atractivo esta feria del cocol.
En el centro empiezan a animar con los judas que representa vengarse del Diablo o de Judas Iscariote y por ello se quema muñecos de tamaño real hechos de cartón o papel, (diablos, brujas, personajes del pueblo etc.); estos se van alternado de acuerdo a las zonas donde se avientan cocoles.
Además de concursos como son palo encebado, puerco encebado, sillas, globos y bailes, que son el alma de la fiesta para los que no pueden meterse agarrar una bolsa de cocol.
Cocol es un tradicional pan de harina elaborado con base en trigo o maíz, amasado con miel y que tiene forma de rombo.En la parte posterior, en ocasiones, lleva ajonjolí. También hay cocoles rellenos de queso o requesón. El cocol fue considerado dentro de la comida tradicional, durante el México Colonial.Su sabor es muy característico, con toque a canela.Algunas recetas incluyen también el anís.
Uno de los personajes más destacados tanto en la feria del cocol, como en la mismísima comunidad es el reconocido "Borregas", del cual se desconoce su nombre verdadero y se cree es originario de Londres, Inglaterra. Este personaje alegra a la gente del pueblo con sus chascarrillos al momento de consumir bebidas embriagantes.

## Vías de comunicación

### Carreteras
Los Reyes Acozac cuenta don dos vías de comunicación importantes: la carretera Zumpango - Tecámac y la carretera México - Pachuca. La primera se ubica al sur de la población y comunica con la cabecera municipal de Zumpango y varias comunidades que se hallan a pie de esta. Destaca sobre la vía un nuevo centro comercial, Zumpango Town Center, y varios fraccionamientos como Paseos de San Juan (fue un rancho que le pertenecía a San Lucas Xolox). Por el otro lado, Los Reyes se conecta con la carretera México - Pachuca, ubicada al este, por dos accesos principales: la Avenida Sánchez Colín (conocida entre los vecinos como "El Crucero") que atraviesa parte de la población y el Libramiento Sor Juana Inés de la Cruz. Desde la carretera México Pachuca se puede ir al sur hacia Tecámac y al norte a Tizayuca